# دين بوسويل
دين بوسويل (بالإنجليزية: Dane Boswell)‏ هو مجدف نيوزيلندي، ولد في 7 مايو 1984.

## وصلات خارجية
- دين بوسويل على موقع الاتحاد الدولي للتجديف (الإنجليزية)